# Lactariden
De lactariden (Lactariidae) vormen een kleine familie van baarsachtige vissen. De vissen worden aangetroffen in de Indische en Grote Oceaan. De vissen hebben in de boven- en onderkaak twee kleine tanden en hebben in totaal 24 wervels. Er is één geslacht, Lactarius (Valenciennes in Cuvier & Valenciennes, 1833), dat slecht één soort kent, de Lactarius lactarius (Bloch & Schneider, 1801).

## Geslacht
- Lactarius Valenciennes, 1833